# Смъртта на непознатия
„Смъртта на непознатия“ (на руски „Смерть постороннего“) е роман от украинския съвременен писател Андрей Курков, написан през 1996 г. Българският превод е на Иван Василев. Тази книга е първата от поредица романи на Курков (втората е „Законът на охлюва“), в които се разказва за живота на журналиста Виктор. Книгите на Курков могат да бъдат описани като криминални романи, замесени с много психология и философия. Във всички негови романи героят е самотен обикновен човек, който се забърква с бандити.

## Сюжет
Внимание:  Текстът по-долу разкрива сюжета на произведението (или части от него)!
В „Смъртта на непознатия“ главен герой е безработният журналист Виктор, който започва работа като писач на некролози. Интересното във видимо неприятната му професия е, че той не работи в обикновено погребално бюро, а служи на мафията и пише текстове за бъдещи мъртъвци.
Доходите на човека на перото не са само от работата му. Част от приходите му са от отдаване под наем на домашния му любимец – пингвина Миша. Пингвинът е осиновен от Виктор, защото зоологическа градина, където е живял до момента, фалира. Още в началото на книгата самият Виктор определя Миша като неотделима част от самия него. Това обяснява стремителността и готовността, с които той се впуска в приключението по спасяване на пингвина, който е попаднал в ръцете на бандити. В опитите си да спаси своя другар журналистът попада в плен.
Той успява да спаси живота си, но не успява да си върне Миша.
Читателите на „Смъртта на непознатия“ могат да открият някои сходства в биографиите на А. Курков и неговият герой Виктор. Писателят започва кариерата си като пише от името на по-известни от него творци – наричат го литературен „роб“. Друго общо между двамата е, че отглеждат пингвини – Курков осиновява своето животинче от киевския зоопарк.

## Други книги от поредицата
- „Законът на охлюва“ (2007) – превод Елена Пейчева
- „Добрият ангел на смъртта“ (2007) – превод Светлана Комогорова – Комата
- „Последната любов на президента“ (2007) – превод Здравка Петрова